# Macuda Naoki
Macuda Naoki (Kiryu, 1977. március 14. – 2011. augusztus 4.) japán válogatott labdarúgó.
A japán válogatott tagjaként részt vett a 2002-es világbajnokságon.

## Statisztika
| Japán válogatott | Japán válogatott | Japán válogatott |
| Időszak          | Mérk.            | gól              |
| ---------------- | ---------------- | ---------------- |
| 2000             | 14               | 0                |
| 2001             | 10               | 0                |
| 2002             | 12               | 0                |
| 2003             | 0                | 0                |
| 2004             | 3                | 0                |
| 2005             | 1                | 1                |
| Összesen         | 40               | 1                |